# Carposina atlanticella
Carposina atlanticella is een vlinder uit de familie Carposinidae. De wetenschappelijke naam is voor het eerst geldig gepubliceerd in 1894 door Rebel.
De soort komt voor in Europa.